# Port de Pollença

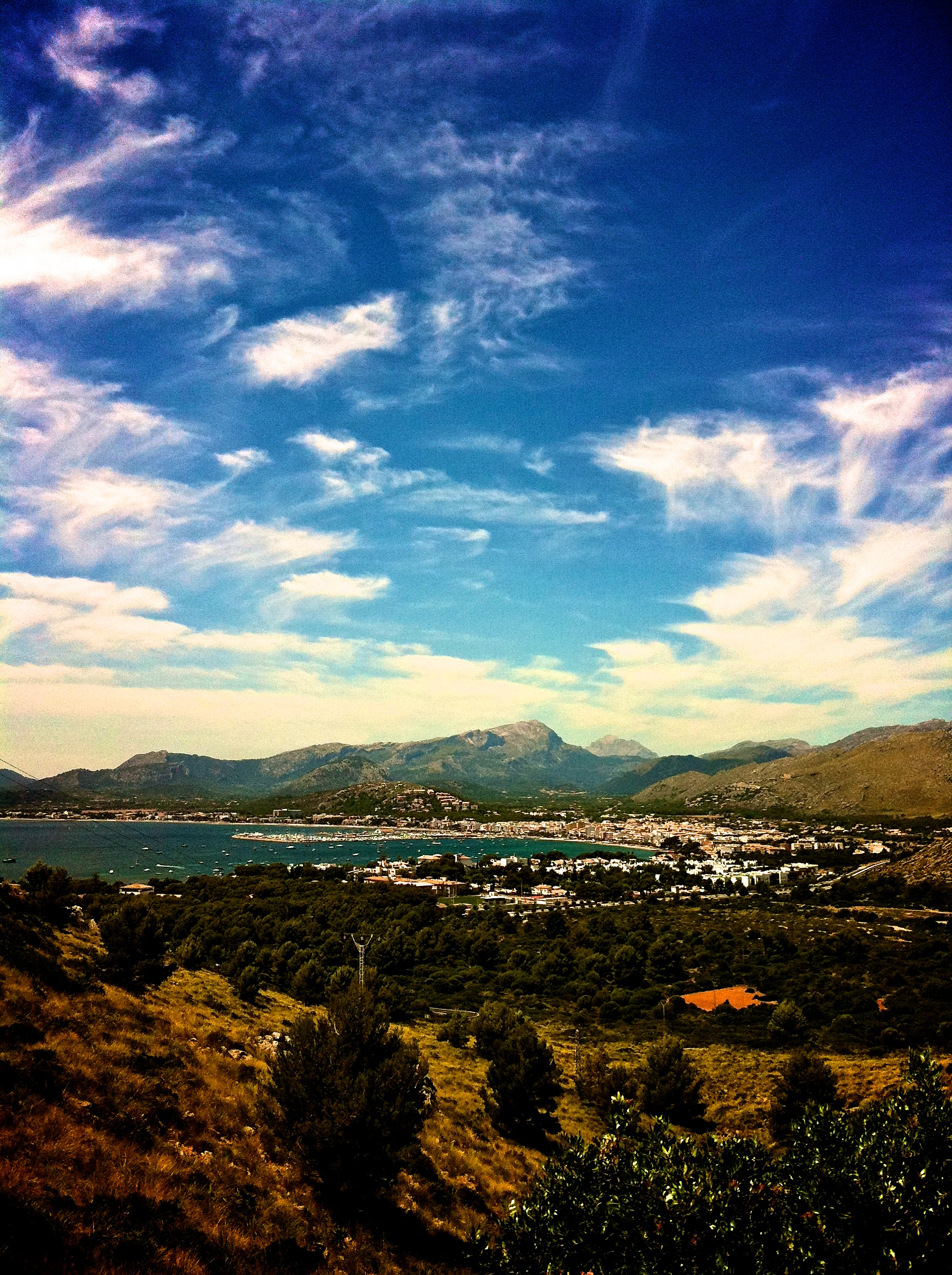
Bucht von Pollença mit Ort Port de Pollença

Port de Pollença (kastilisch: Puerto de Pollensa) ist ein Ort in der Gemeinde Pollença auf der Baleareninsel Mallorca. Es hat 6.596 Einwohner (Stand: 2011). Die pittoreske Lage in der gleichnamigen Bucht machte die kleine Hafenstadt im Sommerhalbjahr zu einem viel besuchten Ausflugsziel.

## Geographie
Port de Pollença liegt im Norden der Insel an der Bucht von Pollença. Straßen verbinden die Ortschaft nach Südwesten mit Pollença im Landesinneren, nach Südsüdosten mit Alcúdia zwischen den Buchten von Pollença und Alcúdia und nach Nordosten mit dem Cap Formentor auf der Halbinsel Formentor.

### Bucht von Pollença
Die Bucht von Pollença (Badia de Pollença) wird durch die Halbinseln Formentor und La Victòria gebildet. Sie ist zehn Kilometer lang und sechs Kilometer breit. Die Größenverhältnisse und die Berge auf den umgebenden Halbinseln sorgen dafür, dass in der Bucht nur selten Seegang herrscht; noch geschütztere Verhältnisse sind in der inneren Bucht zwischen Port de Pollença und der Landzunge Avançada (Punta de l’Avançada: 39° 53′ 57″ N, 3° 6′ 37″ O) anzutreffen. Im Sommer bildet sich tagsüber durch Thermik ein stabiler Seewind, der durch die parallel laufenden Gebirgszüge noch verstärkt wird und zuverlässiges Segelwetter liefert. Die Bucht ist deshalb als eines der besten Segelreviere Europas bekannt. Schon der Weltumsegler Sir Francis Chichester bezeichnete die Bucht von Pollença als eine der schönsten überhaupt.

## Der Ort Port de Pollença

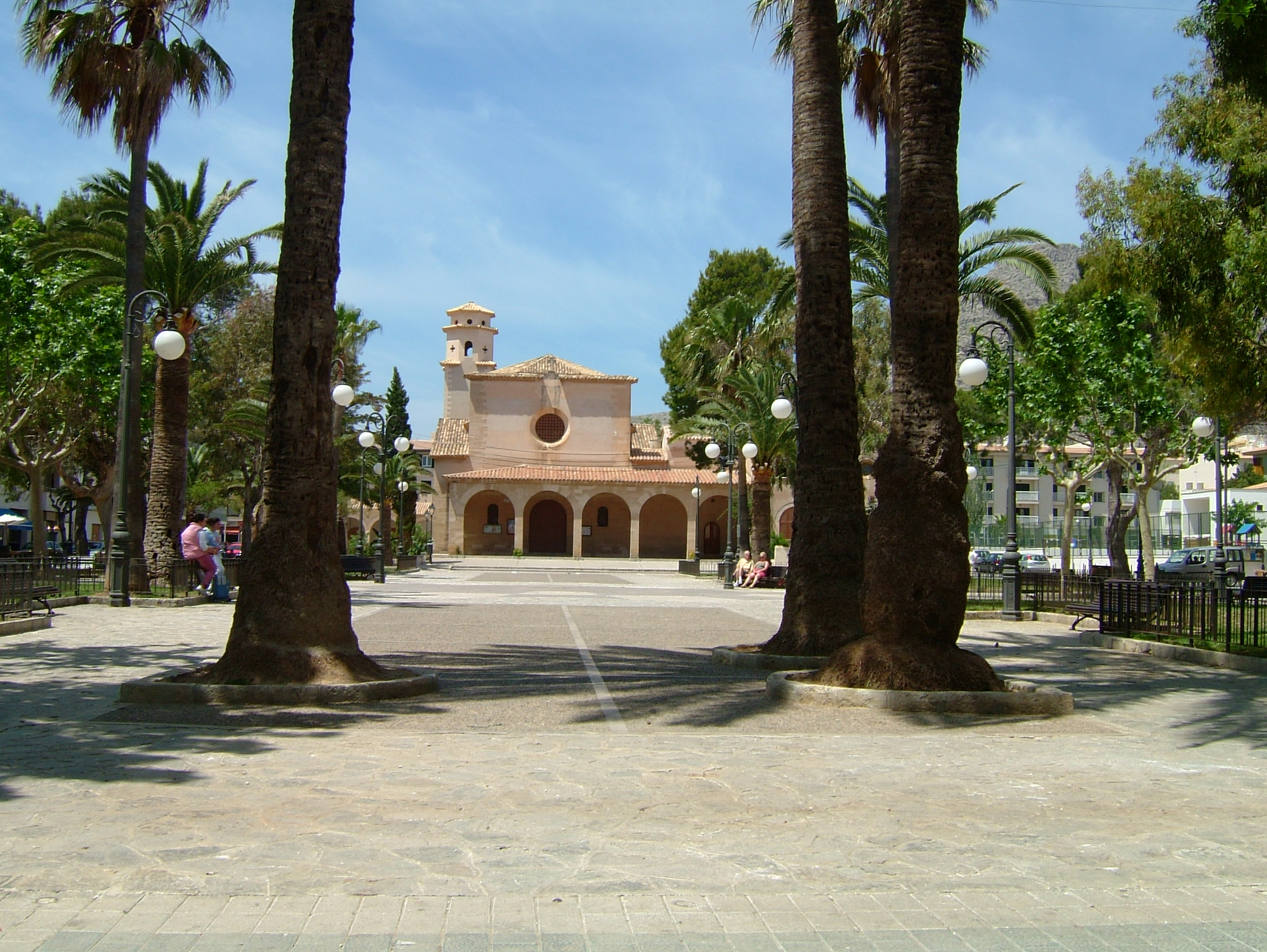
Plaça Capllonch

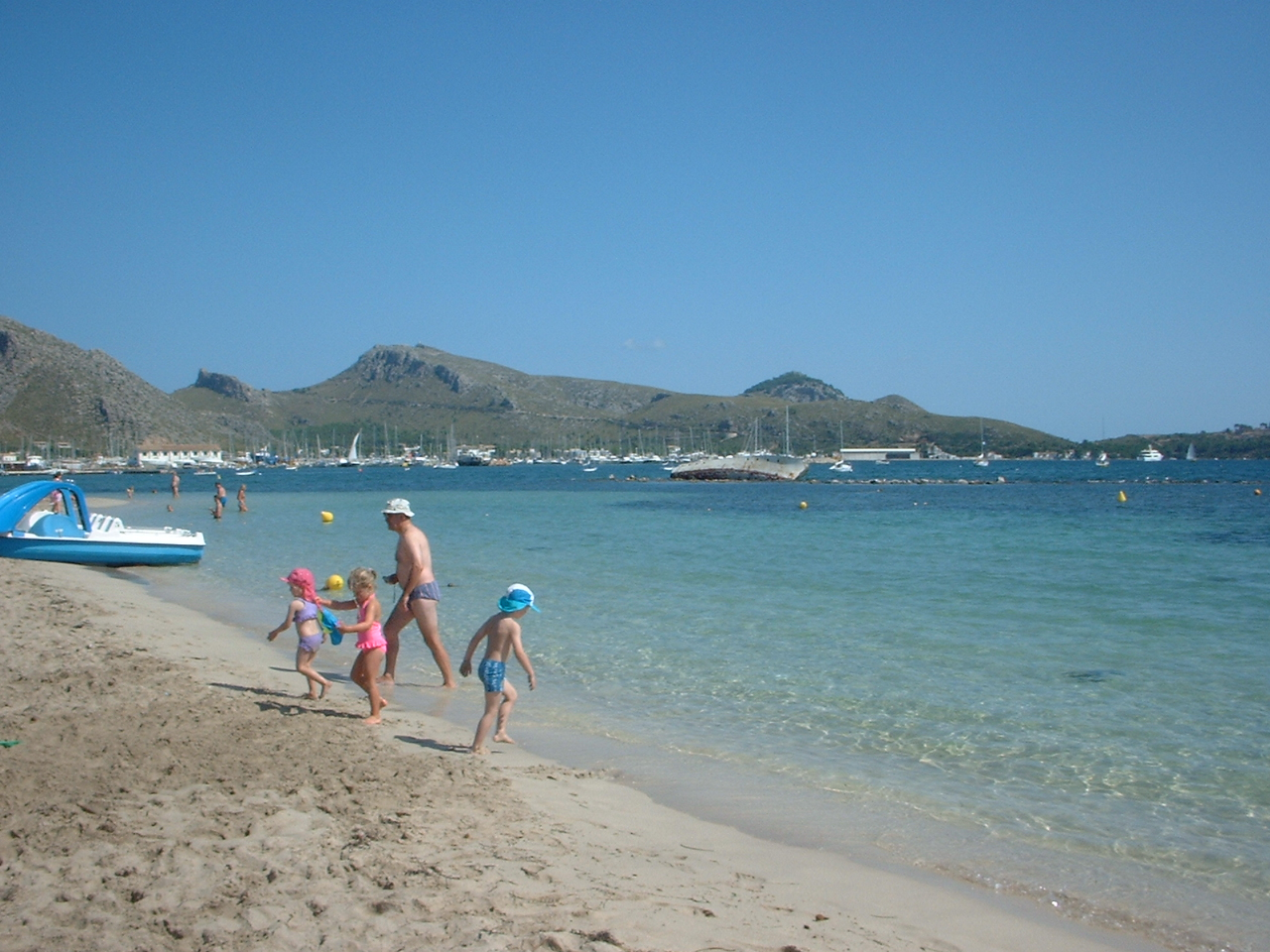
Strand Llenaire

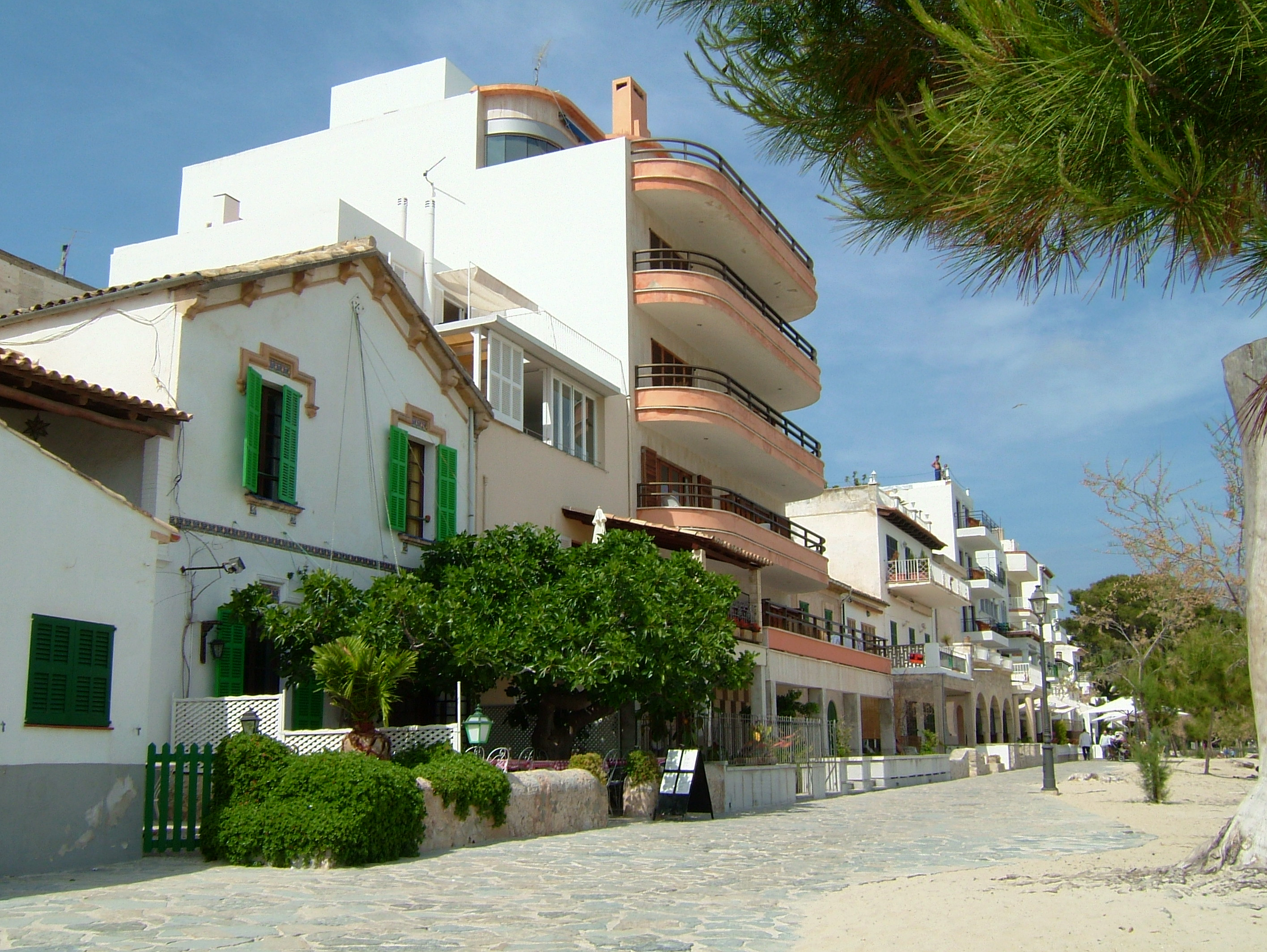
Passeig Vora Mar

Port de Pollença wurde als Fischerort gegründet. Nach Einsetzen des Tourismus erkannte man natürlich auch hier die Möglichkeit, eine neue Einnahmequelle zu erschließen. Im Gegensatz zu vielen anderen Urlaubsorten gibt es in Port de Pollença jedoch kaum große Hotelbauten; vielmehr sind überwiegend Apartmenthäuser und kleinere Hotels in lockerer Bauweise entstanden. Die einzige größere Hotelanlage liegt relativ unauffällig abseits der Küste weit außerhalb des Ortszentrums, auf halbem Weg nach Alcúdia.
Der alte Ortskern ist rund um den Marktplatz (Plaça Capllonch, 39° 54′ 27″ N, 3° 4′ 53″ O) gewachsen. Die Strandpromenade ist für den Autoverkehr gesperrt und wird von Palmen beschattet. Die Promenade wird gesäumt von Hotels und Restaurants; die gegenüber liegenden Strandabschnitte werden von vielen Hotels zur ausschließlichen Nutzung durch ihre Gäste in Anspruch genommen.
Am südlichen Ende der Fußgängerzone treffen die Straßen nach Pollença und Alcúdia aufeinander. Zugleich befindet sich dort die Einfahrt auf das Gelände des Yacht- und Fischereihafens, der in die Bucht hinein gebaut ist. Der Hafen gehört zu den größten Yachthäfen der Insel und beherbergt den Reial Club Nàutic Port de Pollença. Damit ist er der einzige „königliche“ Yachthafen auf den Balearen neben dem Yachthafen der Inselhauptstadt Palma de Mallorca.
Hinter dem Yachthafen schließt sich entlang der alten Hauptstraße nach Alcúdia ein breiter Sandstrand an. Einige ältere Hotels, Apartmenthäuser, Restaurants und Läden befinden sich an der dem Strand gegenüberliegenden Straßenseite. Der Strand setzt sich über die ganze Breite der Bucht fort bis kurz vor Alcúdia. Es ist einer der längsten zusammenhängenden Sandstrände der Insel.
Der schönste Teil des Ortes befindet sich nördlich des Ortskernes, an der Promenade Passeig Vora Mar (im weiteren Verlauf: Carrer Colón). Auch dieser Teil der Promenade ist für den Autoverkehr gesperrt. Der Fußweg führt – dicht mit großen Pinien und Kiefern bestanden – zwischen schattigen kleinen Sandstränden und großzügigen alten Villen entlang.
Westlich des Ortskernes sind neuere Wohnblocks errichtet worden, als die Tourismuswirtschaft im Ort wuchs und Arbeitskräfte sich dort niederließen. Der Ort wird dort begrenzt von der neuen Umgehungsstraße nach Cap Formentor am Fuße der Serra de Tramuntana. Westlich der Umgehungsstraße, am Eingang zum Vall de Bóquer, lag im Altertum die Stadt Bocchoris.

## Tourismus

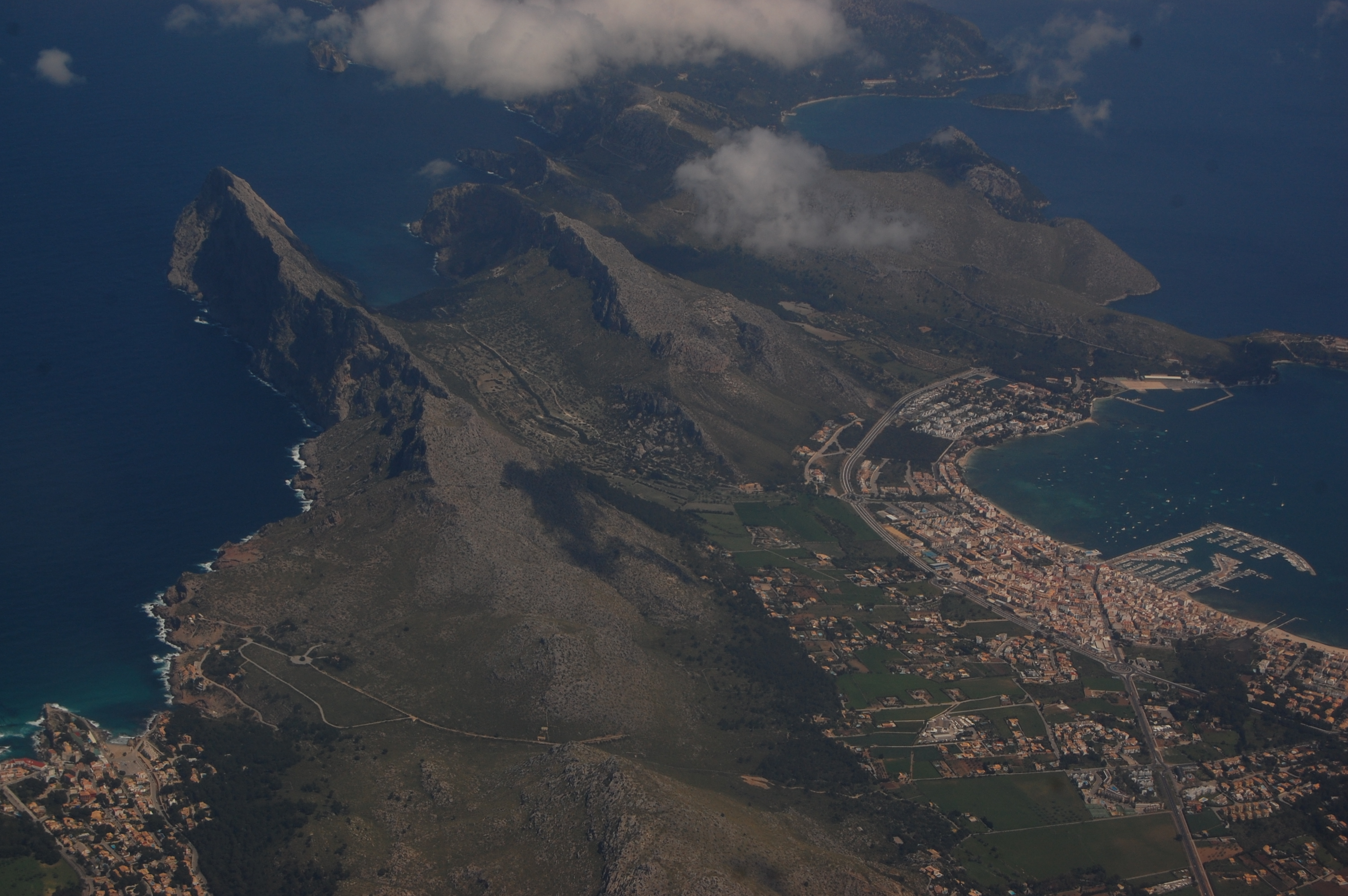

Port de Pollença wurde von den Briten schon Ende der 1920er-Jahre als Urlaubsort für gehobene Ansprüche entdeckt, eine Touristin der ersten Stunde war Agatha Christie. Bis heute stellen Briten neben Spaniern und Deutschen das größte Urlauberkontingent. Die Unterkunfts- und Grundstückspreise liegen deutlich höher als an der Platja de Palma oder in den Tourismusregionen im Süden und Osten Mallorcas. Dies führt dazu, dass es in Port de Pollença keinen Massen- oder Billigtourismus gibt.
Der Strand fällt zum Wasser hin sehr flach ab. Er eignet sich daher gut zum Spielen für kleine Kinder, weniger gut zum Schwimmen. Die Region ist ein beliebtes Ziel für Sporttaucher. Die größte deutschsprachige Surf- und Segelschule im Mittelmeerraum hat ihren Sitz in Port de Pollença, daneben gibt es vereinzelt andere Bootsvermietungen.

### Ausflüge und Wandermöglichkeiten
Port de Pollença ist Durchgangsort für Ausflüge zum Leuchtturm auf dem Cap de Formentor. Im Sommer wird von Anfang Juni bis Ende September die schmale Zufahrtsstraße für den Privatverkehr gesperrt, in dieser Zeit verkehren ab dem Busbahnhof von Port de Pollença öffentliche Busse.
Der Ort ist Endpunkt des mallorquinischen Fernwanderweges GR 221. Darüber hinaus bietet sich Port de Pollença für Tageswanderungen durch den Nordosten der Insel an. Vom nördlichen Ortsrand führt ein von Zwergpalmen gesäumter, viel begangener Weg zur Cala Bóquer. Ausgangspunkt ist die gleichnamige Finca Bóquer an der Umgehungsstraße.
Ein Fußweg verläuft über den Coll de Síller (78 m), einen niederen Pass der Serra de Tramuntana, nach Cala de Sant Vicenç an der Nordküste der Insel. In dem benachbarten Ferienort beginnt ein bequem begehbarer Weg zu einem in den Berg getriebenen Stollen (Coves Blanques), in dem im Spanischen Bürgerkrieg Munition gelagert wurde.
Relativ schnell erreichbar sind Wanderziele rund um Santuari de Lluc, u. a. können von dort aus die Gipfel Puig Tomir, Puig de Massanella und Puig d’en Galileu bestiegen sowie der Puig Roig umlaufen werden.
Auch das Wandergebiet auf der Halbinsel Alcúdia ist nicht allzu weit entfernt.

## Militärische Nutzung
Zahlreiche Gebiete im Norden Mallorcas werden militärisch genutzt. In unmittelbarer Nachbarschaft von Port de Pollença ist der Küstenabschnitt zwischen dem nördlichen Ende des Ortes und der Punta de l’Avançada militärisches Sperrgebiet.
Während des Spanischen Bürgerkrieges war die Bucht Basis einer die Nationalspanier unterstützenden Seefliegerstaffel der deutschen Legion Condor, die mit Heinkel He 59 ausgerüstet war.
Heute sind dort neben SAR-Einheiten Wasserflugzeuge der Grupo 43 der spanischen Luftstreitkräfte des Typs Canadair CL-215 stationiert, die unter anderem zur Bekämpfung von Waldbränden eingesetzt werden. Übungsflüge sind beinahe täglich zu verfolgen.